# Carya ludoviciana
Carya ludoviciana là một loài thực vật có hoa trong họ Óc chó. Loài này được (Ashe) Little mô tả khoa học đầu tiên năm 1943.